# Cephalopachus bancanus
El tarsero de Horsfield (Cephalopachus bancanus), también conocido como tarsero oriental o tarsero malayo, es una especie de primate tarsiforme arborícola propio de los bosques tropicales de Sumatra, Borneo y otras islas menores entre ambas. Previamente se consideraba perteneciente al género Tarsius, pero fue reclasificado como único integrante del género Cephalopachus.
Como casi todos los tarseros, es nocturno e insectívoro, a veces se nutre de pequeños vertebrados, y vive en la jungla.
Mayor que otros tarseros, tiene unos ojos relativamente grandes y unas orejas pequeñas, patas traseras y manos largas, que les permiten dar grandes saltos, y cola relativamente corta. Los dedos terminan ensanchados con los que se agarran fuertemente a troncos y ramas.

## Sistemática
Fue descrito por Thomas Horsfield en 1821 a partir de ejemplares del sureste de Sumatra, en la isla de Bangka (Indonesia).
Los ejemplares occidentales, los de la isla de Borneo, necesitan de una revisión taxonómica profunda pues se sospecha que puedan ser una especie distinta. También se deben estudiar mejor ejemplares de Sarawak y Sabah, con comportamientos muy diferentes a los del tarsero de Horsfield, y ejemplares capturados a más de 1200 m de altitud que hacen pensar que pueden ser taxones diferentes. Además, es posible que estudios sistemáticos filogeográficos de toda la especie revelen datos taxonómicos completamente inesperados.
Se reconocen cuatro subespecies, aunque algunos autores consideran que dos de ellas —C. p. natunensis y C. p. saltator— son, cuando menos, dudosas:
- C. p. bancanus Horsfield, 1821 habita al sur de Sumatra y en la isla Bangka.
- C. p. saltator  Elliot, 1910 solo aparece en la isla Belitung.
- C. p. borneanus Elliot, 1910 se distribuye la isla de Borneo y la de Karimata.
- C. p. natunensis Chose, 1940 se encuentra en las islas de Serasan, Natuna Meridional y quizá en la de Subi.

## Descripción
La primera impresión que pueden dar al ser observados en la naturaleza es que se traten de ranas arbóreas peludas. Tiene extremidades delgadas. Los dedos de las manos y de los pies son largos y presentan un ensanchamiento en las puntas que les sirve para agarrarse a ramas y troncos. La cola es larga, puede llegar a medir entre 13 y 27 cm de largo. Las extremidades posteriores están muy desarrolladas, lo que les permite realizar grandes saltos para desplazarse por los árboles. Es un tarsero grande, de algo más de 10 cm de longitud, más la cola de 20, que pesan entre 100 y 140 g. Se caracterizan y diferencian de otros tarseros por sus grandes ojos, pequeñas orejas, patas traseras y manos más largas. El cráneo, redondeado, es también más grande, en parte debido a las grandes cavidades orbitarias. Se caracteriza, sobre todo, por sus enormes ojos, que son muy grandes comparados con el resto del cuerpo. Esos ojos se relacionan con que sean animales de hábitos nocturnos. La descripción de la coloración de su pelaje se basa muchas veces en ejemplares disecados que han ido perdiendo el color, o en ejemplares cautivos mantenidos en lugares sin luz natural, lo que desvirtúa su coloración. Basándose en las pocas fotografías que existen de estos animales en su medio natural se distingue una coloración dorsal de tonos gris oscuro y marrón rojizo en la subespecie de Borneo, y unos tonos más amarillentos y ocres en la subespecie de Sumatra. En las rodillas aparece una mancha oscura. De hocico corto, la máscara facial está poco marcada, faltando las marcas nasales y labiales que poseen otros tarseros, así como las manchas detrás de las orejas. Tiene orejas largas y redondeadas. Al igual que otros tarseros, ventralmente posee una coloración más clara, blanquecina. El pelaje cubre hasta el tarso pero no los dedos. La cola tiene una longitud relativamente más corta que la del resto de tarseros y en valor absoluto solo es más corta la del tarsero pigmeo. En su arranque, ventralmente, existe un desarrollo dérmico en forma de «V» a modo de cojinete, que le sirve cuando descansa «sentado» en posición vertical. Su piel es marrón rojiza, con poco pelo dorsalmente, desnuda ventralmente y con un penacho marrón claro bien definido en posición distal.
No existen apenas datos descriptivos de las otras dos subespecies y, de hecho, se consideran sinónimas de las dos primeras, C. b. saltator de C. b. bancanus y C. b. natunensis de C. b. borneanus.

## Hábitat
Habita en selvas de tierras bajas y en sus márgenes.

## Hábitos
No es muy activo, ya que sus hábitos son nocturnos y solitarios. Todas sus actividades las realiza por la noche, como puede ser cazar o aparearse.
Estos animales son buenos cazadores, sus grandes ojos hacen de él un gran cazador nocturno. Al igual que los búhos, el tarsero puede ver perfectamente lo que ocurre tras él sin volver el cuerpo ya que puede girar la cabeza 180°, aunque sus ojos no pueden girar dentro de sus órbitas.
Sus grandes orejas, parecidas a las de un murciélago, le ayudan a detectar mejor a sus presas.

## Reproducción
La reproducción tiene lugar en cualquier época del año. El periodo de gestación es de 181 a 194 días y la hembra solo puede tener una cría en cada parto.

## Área de acción
Emplean un área de acción de 3 a 12 ha. El macho puede tener varias zonas en común con alguna hembra.

## Locomoción
Se traslada de rama en rama saltando, gracias al desarrollo que presentan su patas traseras especializadas para ello y sube por los troncos con gran facilidad por el ensanchamiento que presenta en los extremos de los dedos, que son como una especie de almohadillas adhesivas.

## Longevidad
Se le estima una longevidad de 12-14 años.

## Alimentación
Su dieta está formada por insectos, ranas, pequeñas aves, serpientes, murciélagos y lagartos. Los empieza a devorar por la cabeza.

## Subclase
Mamífero placentario, es decir, que sus crías antes de nacer son retenidas en el útero materno durante un largo periodo de tiempo y alimentadas por la placenta.